# 2 Chainz
Tauheed Epps (12 september 1977), beter bekend als 2 Chainz is een Amerikaanse hip-hopartiest uit College Park (Georgia). Hij is bekend geworden als de ene helft van het southern hip-hopduo Playaz Circle.
Zijn debuutalbum Based on a T.R.U. Story bereikte op 1 september 2012 de nummer 1-positie in de Billboard 200, de bekendste Amerikaanse albumlijst. Verder is hij bekend geworden door het nummer Ali Bomaye samen met The Game en Rick Ross.

## Discografie
- 2012 - Based on a T.R.U. Story
- 2013 - B.O.A.T.S. II: Me Time
- 2013 - Different World
- 2013 - Dope Peddler 2
- 2014 - Tru Life
- 2015 - TrapAvelli Tre
- 2016 - COLLEGROVE
- 2016 - Daniel Son; Necklace Don
- 2017 - Pretty Girls Like Trap Music
- 2020 - So Help Me God!

- Bibliothèque nationale de France: cb16742415n (data)
- Gemeinsame Normdatei: 1083295756
- International Standard Name Identifier: 0000 0004 4479 5335
- Library of Congress Control Number: no2004041633
- MusicBrainz: dff0d392-4cd5-4052-9fbb-f485df3891e5
- Virtual International Authority File: 59385558